# Gymnosoma nudifrons
Gymnosoma nudifrons är en tvåvingeart som beskrevs av Herting 1966. Gymnosoma nudifrons ingår i släktet Gymnosoma och familjen parasitflugor. Arten är reproducerande i Sverige. Inga underarter finns listade i Catalogue of Life.

## Bildgalleri

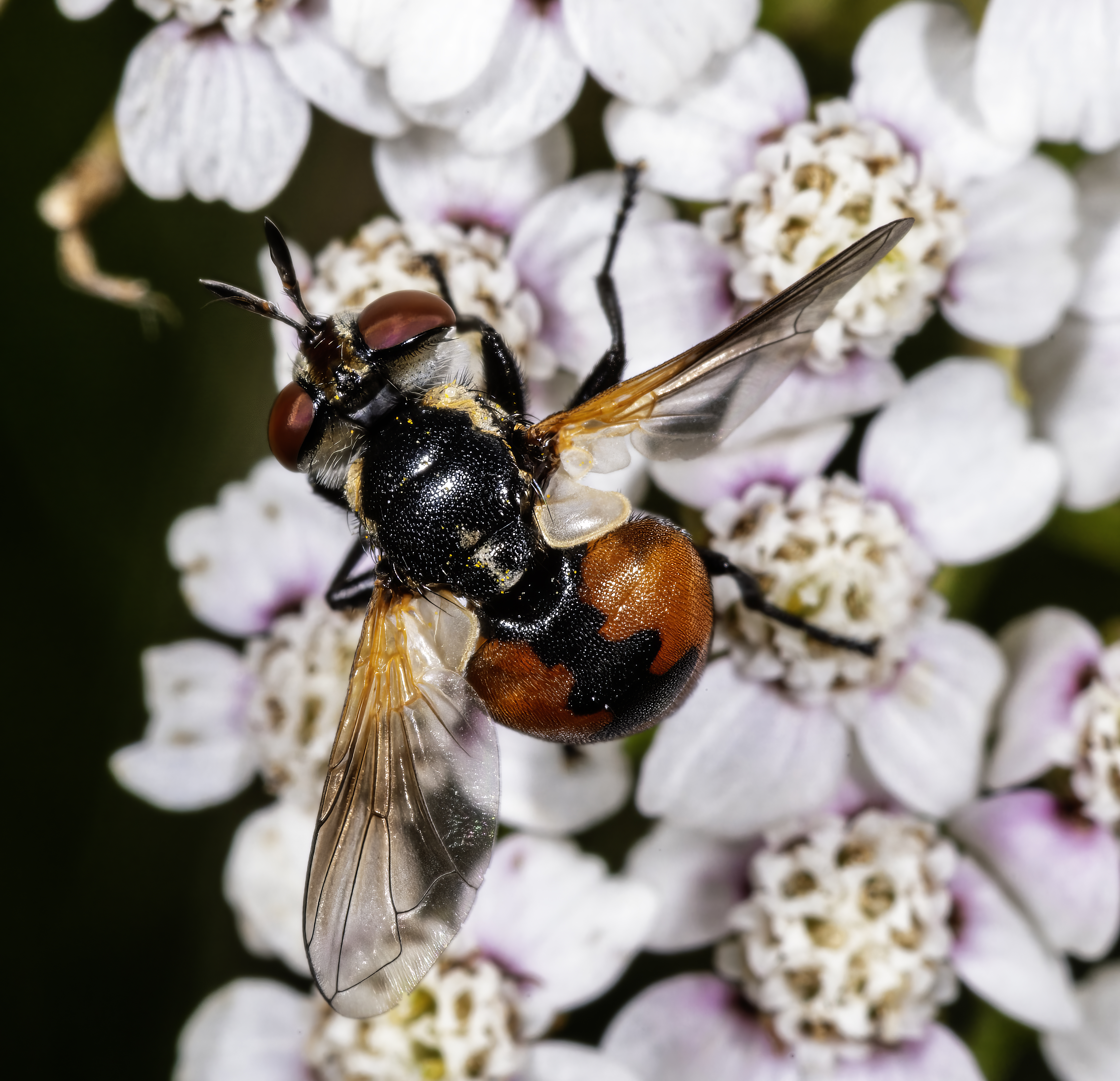
Gymnosoma nudifrons ♀
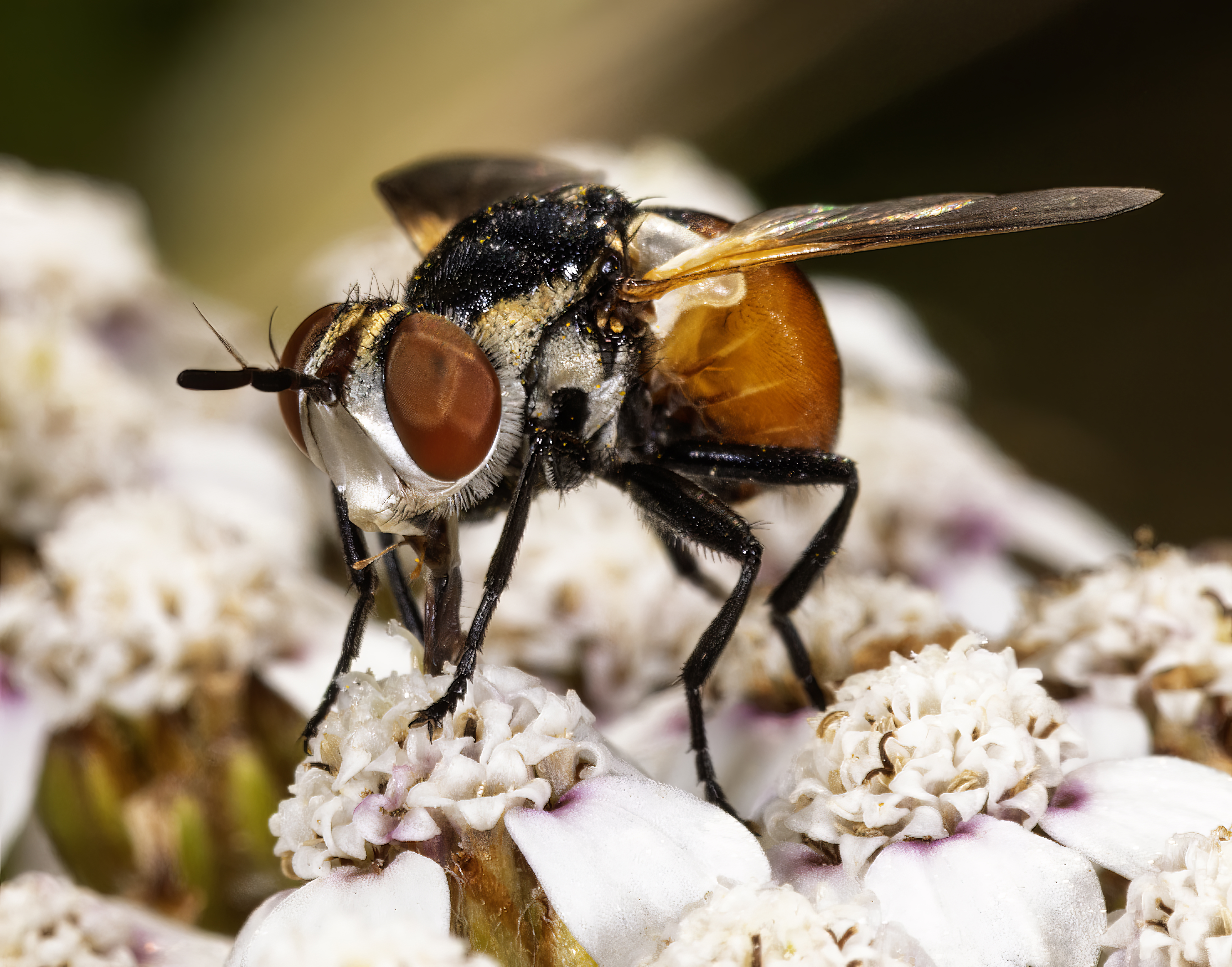
Gymnosoma nudifrons ♀
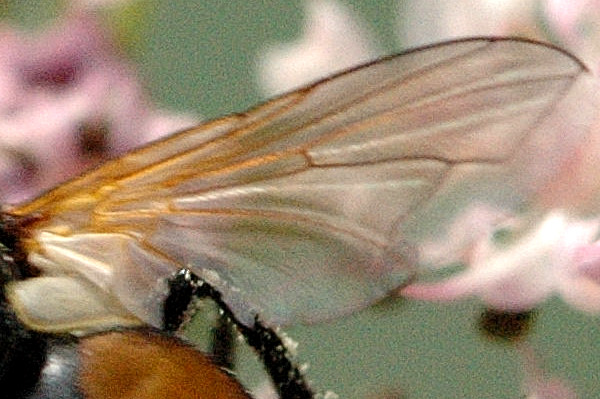